# 薗原ダム
薗原ダム（そのはらダム）は、群馬県沼田市利根町（旧利根郡利根村）穴原地先、一級河川・利根川水系片品川に建設されたダムである。
国土交通省関東地方整備局が管理する特定多目的ダムで、利根川の治水と首都圏への利水を司る利根川上流ダム群の一つである。堤高76.5mの重力式コンクリートダムで、ダム群の中では藤原ダム（利根川）・相俣ダム（赤谷川）に次いで三番目に建設されたダムである。ダム湖は薗原湖（そのはらこ）と呼ばれる。

## 沿革
1947年（昭和22年）のカスリーン台風により甚大な被害を受けた利根川流域の総合的な治水対策を図るため、建設省（現・国土交通省）は1948年（昭和23年）より利根川の有力支川である片品川に多目的ダムを建設するための予備調査を開始した。その後経済安定本部の諮問機関・治水調査会の答申を元に「利根川改訂改修計画」が1949年（昭和24年）に立案され、1952年（昭和27年）には治水・利水の根本対策が策定された。
この中で片品川では老神温泉地点と薗原地点がダム建設地点候補に挙ったが、1953年（昭和28年）に薗原地点に建設を決定し1958年（昭和33年）に実施計画調査に入った。この間76戸85世帯の水没住民に対する補償交渉が行われた。だが住民の反対運動は極めて激しく、その激烈さは当時九州で起こっていた蜂の巣城紛争にも劣らぬものであったという。水没地には老神温泉の旅館5軒も含まれており、こうしたことも反対運動を激しくさせた。建設省は水没する源泉補償として10か所の試掘を行うなど温泉に対する補償も並行して行われた。結果補償交渉は難航しながらも妥結し本体工事に着手、1965年（昭和40年）に完成した。

## 目的
ダムの目的は第一にカスリーン台風時の出水を基準とした計画高水流量にも耐えられる利根川の洪水調節である。ダム地点で計画高水流量（毎秒2,350トン）を毎秒800トンカットし、他の利根川上流ダム群と連携して伊勢崎市八斗島（やったじま）地点における計画高水流量（毎秒17,000トン）を毎秒3,000トン程度カットする。これに加え利根川の堤防補強と下流の遊水池群との連携した治水により、利根川の洪水を調節する。また、不特定利水については、利根川沿岸地域の農地1,200haに対し、慣行水利権分の用水補給として最大で毎秒70トンを供給する。
利水については群馬県企業局による県営発電事業として白沢発電所（認可出力：26,000kW）と、下流の平出ダムを経由して利南発電所（認可出力：5,500kW）・新利南発電所（認可出力：1,000kW）の発電を行う。薗原ダムには上水道供給目的がないので、厳密には首都圏の水がめとは見なされない。だがダム群の一つとして首都圏への影響は大きく、夏季渇水の状況が来ると天気予報などで「首都圏の水がめ」として紹介されることがある。

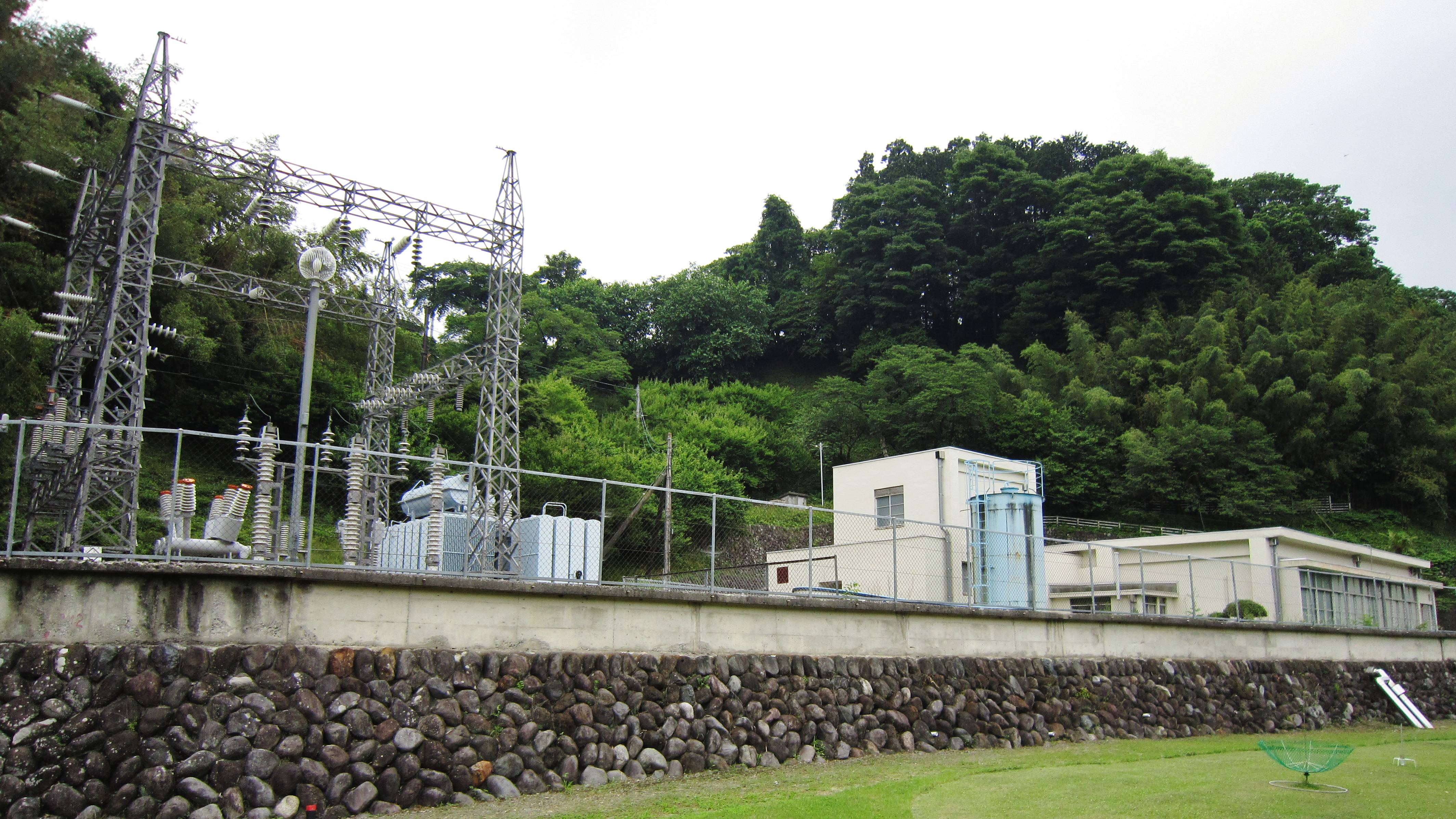
白沢発電所
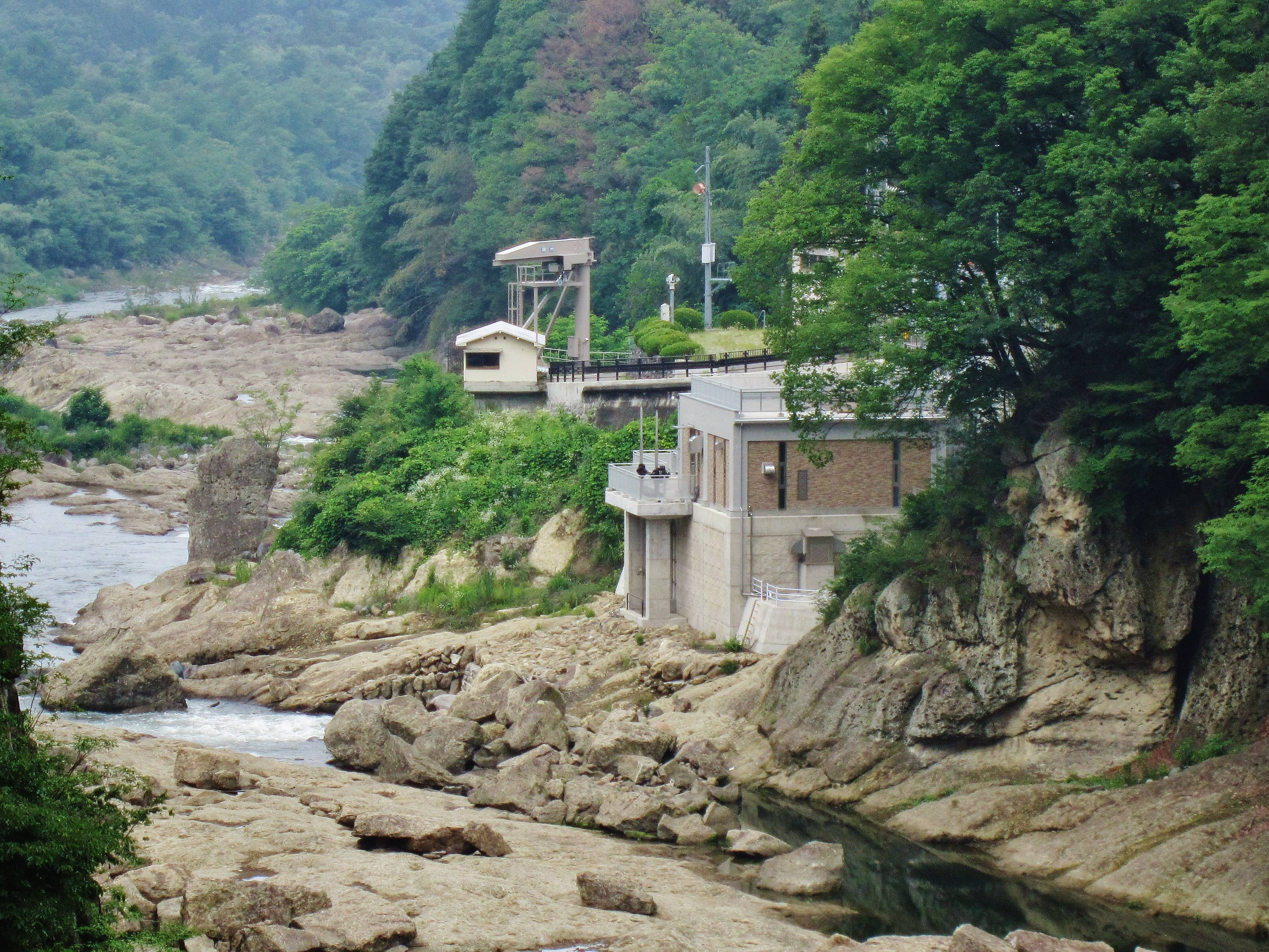
利南発電所（左奥）と新利南発電所（右手前）

## 戸倉ダム計画
利根川水系のダムの中では比較的規模の小さいダムであり、渇水の際にはダム湖である薗原湖の貯水率は低下しやすかった。このため独立行政法人水資源機構（当時は水資源開発公団）は利水機能強化のために、薗原ダムのさらに上流にある利根郡片品村戸倉地点の片品川に高さ158.0mの重力式コンクリートダム（当初はロックフィルダム）である「戸倉ダム」を建設する計画を発表した。
総貯水容量は92,000,000m3で薗原ダムの4倍の容量を有し、完成すれば利根川水系のダムでは奈良俣ダムと並ぶ堤高となり、全国の重力式コンクリートダムの中でも高さ1位となる予定であった。戸倉ダムは付け替え道路の工事を既に始めていたが、近年の公共事業再評価の波の中で水需要の減少という要因も重なり、上水道が供給される最大受益地である東京都の石原慎太郎知事が事業からの離脱を表明。事業参加の可否を検討していた埼玉県・千葉県の各知事も東京都の動きを受け相次いで事業からの参加撤退を表明した。これにより建設費財源が確保できなくなり、2003年（平成15年）に水資源機構を所管する国土交通省は正式に建設中止を表明した。この後ダム建設現場では建設前の環境に戻す植生工事などを行って、ダム建設は未完のまま終了する。
また、片品川流域では同じく水資源機構によって支流に2基の大規模多目的ダムを計画していた。一つは泙川に建設を計画していた「平川ダム」（ロックフィルダム・堤高146.0m）で、もう一つは栗原川に建設を計画していた「栗原川ダム」（ロックフィルダム・堤高160.0m）である。何れも総貯水容量が40,000,000m3と薗原ダムの倍の貯水が可能で、栗原川ダムは利根川水系では最も堤高が高く、かつロックフィルダムでも全国三番目の堤高となるような大ダムが計画されていた。だが、戸倉ダムと同様に水需要の低迷で下流受益地からの事業参加が見合わされ、平川ダムは2002年（平成14年）に、栗原川ダムは2004年（平成16年）に計画が中止となった。

## 観光
ダム湖である薗原湖の直上流には老神温泉があり、さらに上流には名勝・吹割の滝がある。川の中央部が割れておりそこに河水が勢い良く落下する様はあたかもナイアガラの滝に似ており、新緑・紅葉の時期には鮮やかな景観を見せ多くの観光客が訪れる。さらに上流には尾瀬や国の重要文化財に指定された丸沼ダムと丸沼・菅沼。さらに金精道路を超えると戦場ヶ原・中禅寺湖・華厳滝といった日光の主要観光地にたどり着くことができ、片品川流域を通る国道120号は一大観光道路として冬季を除き多くの観光客が利用する。なお、尾瀬は2007年8月30日に日光国立公園から分割され、新たに尾瀬国立公園として独立した。

## 薗原ダムが登場する作品

### 漫画
- ダムマンガ（井上よしひさ）